# Karl Wilhelm Lorenz
Karl Wilhelm Lorenz (* 14. März 1886 in Karlsruhe; † 13. Juli 1918 in Mannheim) war ein deutscher Mathematiker und Astronom.

## Leben
Nach dem Besuch der Oberrealschule in Karlsruhe studierte er an der Universität Heidelberg Astronomie und Mathematik. Von 1908 bis 1910 war er Assistent an der Heidelberger Königstuhl-Sternwarte. 1911 promovierte er und arbeitete dann im höheren Schuldienst.
Nach seiner Hochzeit 1916 kam 1917 sein altes Herzleiden wieder zu Tage. Er starb 1918 an einer Lungenentzündung in Mannheim.
Bei seiner Arbeit in der Königstuhl-Sternwarte fand er vier neue Asteroiden.